# Jocotepec
Jocotepec è un comune del Messico, situato nello stato di Jalisco.